# Оранжевогрудая мухоловка
Оранжевогрудая мухоловка (Ficedula dumetoria) — вид птиц из семейства мухоловковых. Выделяют два подвида. Его бывший подвид Ficedula dumetoria riedeli теперь признается отдельным видом.

## Распространение
Обитают на территории Брунея, Индонезии, Малайзии и Таиланда. Естественной средой обитания являются субтропические или тропические влажные леса, как равнинные, так и горные.

## Описание
Длина тела от 11 до 12 см, вес от 7 до 12 г. Это мухоловка небольшого размера с относительно большим клювом.

## Охранный статус
МСОП присвоил виду охранный статус LC. Угрозу для вида представляет утрата мест обитания.